# List wileński
List wileński – pismo wystosowane 6 lutego 2003 przez przywódców dziesięciu państw środkowoeuropejskich.
Pismo miało służyć wyrażeniu poparcia dla amerykańskiej polityki zagranicznej w kontekście irackiego kryzysu rozbrojeniowego. Pismo zostało poprzedzone listem ośmiu.
Wraz z nim list wileński spowodował falę krytyki francuskiej i przyczynił się do kryzysu w stosunkach transatlantyckich.
Lista sygnatariuszy: Albania, Bułgaria, Chorwacja, Estonia, Litwa, Łotwa, Macedonia, Rumunia, Słowacja i Słowenia.